# Чигоряны
Чихорень (рум. Cihoreni) — село в Оргеевском районе Молдавии. Наряду с селами Биешты и Слобозия-Ходороджя входит в состав коммуны Биешты.

## География
Село расположено на высоте 156 метров над уровнем моря.

## Население
По данным переписи населения 2004 года, в селе Чихорень проживает 938 человек (472 мужчины, 466 женщин).
Этнический состав села:
| Национальность | Число жителей | Процентный состав |
| -------------- | ------------- | ----------------- |
| молдаване      | 926           | 98,72             |
| украинцы       | 6             | 0,64              |
| русские        | 2             | 0,21              |
| румыны         | 2             | 0,21              |
| болгары        | 2             | 0,21              |
| Всего          | 938           | 100 %             |